# Henry Wrigley
Henry Neilson Wrigley CBE, DFC, AFC (n. 21 de abril de 1892 - 14 de septiembre de 1987) fue un comandante mayor en las Fuerzas Aéreas Reales australianas (RAAF). Un aviador pionero y el erudito de aviación, él pilteó el primer vuelo de Australia de transacción de Melbourne a Darwin en 1919, y después puso el trabajo preliminar para la doctrina de energía de aire del RAAF. Durante la Primera Guerra Mundial, Wrigley unió el Cuerpo de Vuelo australiano y vio el combate sobre el Frente Occidental, ganando el Vuelo Distinguido de Cruz; él, más tarde mandó la unidad y publicó una historia de sus proezas de guerra. Le concedieron la Cruz de Fuerzas Aéreas para su vuelo de carrera campo traviesa de 1919.
Wrigley fue miembro fundador de la RAAF en 1921 y ocupó diversos puestos de personal en los años siguientes. En 1936, fue ascendido a capitán de grupo y tomó el mando de la estación de Laverton RAAF. Elevado a comodoro de aire poco después del estallido de la Segunda Guerra Mundial, se convirtió en miembro de aire para el personal en noviembre de 1940. Una de sus tareas fue la organización de la Fuerza de las Mujeres de reciente creación Auxiliar de Aire de Australia y la selección de su director, Clare Stevenson, en 1941. Fue nombrado Comandante de la Orden del Imperio Británico el mismo año. Wrigley sirvió como Sede de Air Comandante RAAF Ultramar, Londres, desde septiembre de 1942 hasta su retiro de los militares en junio de 1946. Murió el día 14 de septiembre de 1987 a los 95 años de edad. Sus escritos sobre el poder aéreo fueron recogidos y publicados póstumamente como el factor decisivo en 1990.

## Primeros años y la Primera Guerra Mundial

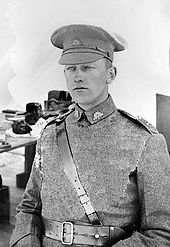
Teniente Wrigley en el Central Flying School, Point Cook, 1916.

Wrigley nació el 21 de abril de 1892 en Collingwood, un suburbio de Melbourne. Fue educado en la Escuela Central de Richmond y en Melbourne High School, donde se unió a los cadetes. Estudió en la Universidad de Melbourne, se convirtió en un maestro de escuela pública y un miembro de la milicia antes del estallido de la Primera Guerra Mundial se unió al Cuerpo australiano del vuelo (AFC), el 5 de octubre de 1916. Wrigley entrenado como piloto bajo la tutela del teniente Eric Harrison en la Central Flying School en Point Cook, Victoria, Melbourne antes de partir el 25 de octubre a bordo de un buque de tropas con destino a Europa.
Después de la formación continua en Inglaterra, Wrigley se envió a Francia y voló en el frente occidental con el número AFC 3 Squadron (también conocido hasta 1918 como N.º 69 Squadron, Royal Flying Corps). Operación RE8s Royal Aircraft Factory, la unidad se dedicaba a reconocimiento, localización de la artillería y de los derechos de apoyo en tierra. Después de haber sido ascendido a capitán, Wrigley fue galardonado con la Cruz de Vuelo Distinguido por su "excepcional devoción al deber", en particular, su persistencia en presionar a la casa de un ataque contra la infantería enemiga el 29 de octubre de 1918 en la cara de "ametralladora y disparos de fusil intenso" , el honor fue promulgada en la Gaceta de Londres el 3 de junio de 1919. Wrigley observó más tarde que las aeronaves más tiempo de guerra era "imposible luchar en", y que los oficiales de alto rango eran "demasiado ocupado con los aviones que engatusan a los pilotos aéreos y enseñanza para traerlos de nuevo sin romper el cuello" considerar las implicaciones más amplias de la fuerza aérea.